# Публий Габиний Секунд
Публий Габиний Секунд (на латински: Publius Gabinius Secundus) е политик и сенатор на ранната Римска империя.
През 40 – 41 г. той е проконсул (управител) на римската провинция Долна Германия. Сменен е от Авъл Габиний Секунд (41 – 46), който в някои източници е даден с името Публий. Вероятно той или Авъл е баща на Авъл Габиний Секунд (суфектконсул 43 г.).